# Daglan
Daglan est une commune française située dans le département de la Dordogne, en région Nouvelle-Aquitaine. 
Ses habitants sont les Daglanais et Daglanaises.

## Géographie

### Généralités
Dans le quart sud-est du département de la Dordogne, en Périgord noir, la commune de Daglan est arrosée par le Céou. C'est une commune rurale qui fait partie de l'aire d'attraction de Sarlat-la-Canéda.
En rive gauche du Céou et à l'intersection des routes départementales 57 et 60, le bourg de Daglan est situé, en distances orthodromiques, quinze kilomètres à l'ouest de Gourdon et seize kilomètres au sud de Sarlat-la-Canéda.

### Communes limitrophes
Daglan est limitrophe de sept autres communes.
| Saint-Cybranet          |                      | Cénac-et-Saint-Julien    |
| Saint-Laurent-la-Vallée | Daglan               | Saint-Martial-de-Nabirat |
| Saint-Pompon            | Campagnac-lès-Quercy | Bouzic                   |

### Géologie et relief

#### Géologie
Situé sur la plaque nord du Bassin aquitain et bordé à son extrémité nord-est par une frange du Massif central, le département de la Dordogne présente une grande diversité géologique. Les terrains sont disposés en profondeur en strates régulières, témoins d'une sédimentation sur cette ancienne plate-forme marine. Le département peut ainsi être découpé sur le plan géologique en quatre gradins différenciés selon leur âge géologique. Daglan est située dans le deuxième gradin à partir du nord-est, un plateau formé de roches calcaires très dures du Jurassique que la mer a déposées par sédimentation chimique carbonatée, en bancs épais et massifs.
Elle est dans le causse de Daglan, au sud-ouest autour de Daglan, entre Saint-Cyprien, Domme et Villefranche-du-Périgord, vaste ensemble éclaté présentant de nombreux faciès calcaires, constitués principalement de pelouses sèches, de steppes, et de forêts perdant leurs feuilles en hiver.
Les couches affleurantes sur le territoire communal sont constituées de formations superficielles du Quaternaire datant du Cénozoïque et de roches sédimentaires du Mésozoïque. La formation la plus ancienne, notée j6-7, date du Kimméridgien terminal au Tithonien, composée de calcaires micritiques en petits bancs alternant avec des bancs marneux à lumachelles. La formation la plus récente, notée Eg, fait partie des formations superficielles de types grèzes ou colluvions fluvio-glaciaires calcaires cimentées. Le descriptif de ces couches est détaillé dans  la feuille « no 832 - Gourdon » de la carte géologique au 1/50 000 de la France métropolitaine, et sa notice associée.

Carte géologique de Daglan.

#### Relief et paysages
Le département de la Dordogne se présente comme un vaste plateau incliné du nord-est (491 m, à la forêt de Vieillecour dans le Nontronnais, à Saint-Pierre-de-Frugie) au sud-ouest (2 m à Lamothe-Montravel). L'altitude du territoire communal varie quant à elle entre 83 m et 282 m,.
Dans le cadre de la Convention européenne du paysage entrée en vigueur en France le 1er juillet 2006, renforcée par la loi du 8 août 2016 pour la reconquête de la biodiversité, de la nature et des paysages, un atlas des paysages de la Dordogne a été élaboré sous maîtrise d’ouvrage de l’État et publié en octobre 2020. Les paysages du département s'organisent en huit unités paysagères et 14 sous-unités. La commune fait partie du Périgord noir, un paysage vallonné et forestier, qui ne s’ouvre que ponctuellement autour de vallées-couloirs et d’une multitude de clairières de toutes tailles. Il s'étend du nord de la Vézère au sud de la Dordogne (en amont de Lalinde) et est riche d’un patrimoine exceptionnel.
La superficie cadastrale de la commune publiée par l'Insee, qui sert de référence dans toutes les statistiques, est de 19,96 km2,,. La superficie géographique, issue de la BD Topo, composante du Référentiel à grande échelle produit par l'IGN, est quant à elle de 20,67 km2.

### Hydrographie

#### Réseau hydrographique
La commune est située dans le bassin de la Dordogne au sein du Bassin Adour-Garonne. Elle est drainée par le Céou, un bras du Céou, la Lousse, le Buguet, le Riol et par un petit cours d'eau, qui constituent un réseau hydrographique de 20 km de longueur totale,.
Le Céou, d'une longueur totale de 55,07 km, prend sa source dans le Lot dans la commune de Séniergues et se jette en rive gauche de la Dordogne à Castelnaud-la-Chapelle, face à Vézac. Il traverse la commune du sud-est au nord sur huit kilomètres, format de nombreux bras et baignant le bourg.
Son affluent de rive droite le Riol sert de limite naturelle à l'est sur plus de deux kilomètres et demi face à Saint-Martial-de-Nabirat et Bouzic.
La Lousse, affluent de rive gauche du Céou, traverse le sud du territoire communal d'ouest en est sur plus de deux kilomètres.
Son affluent de rive gauche le Buguet arrose le sud-ouest de la commune sur un kilomètre.

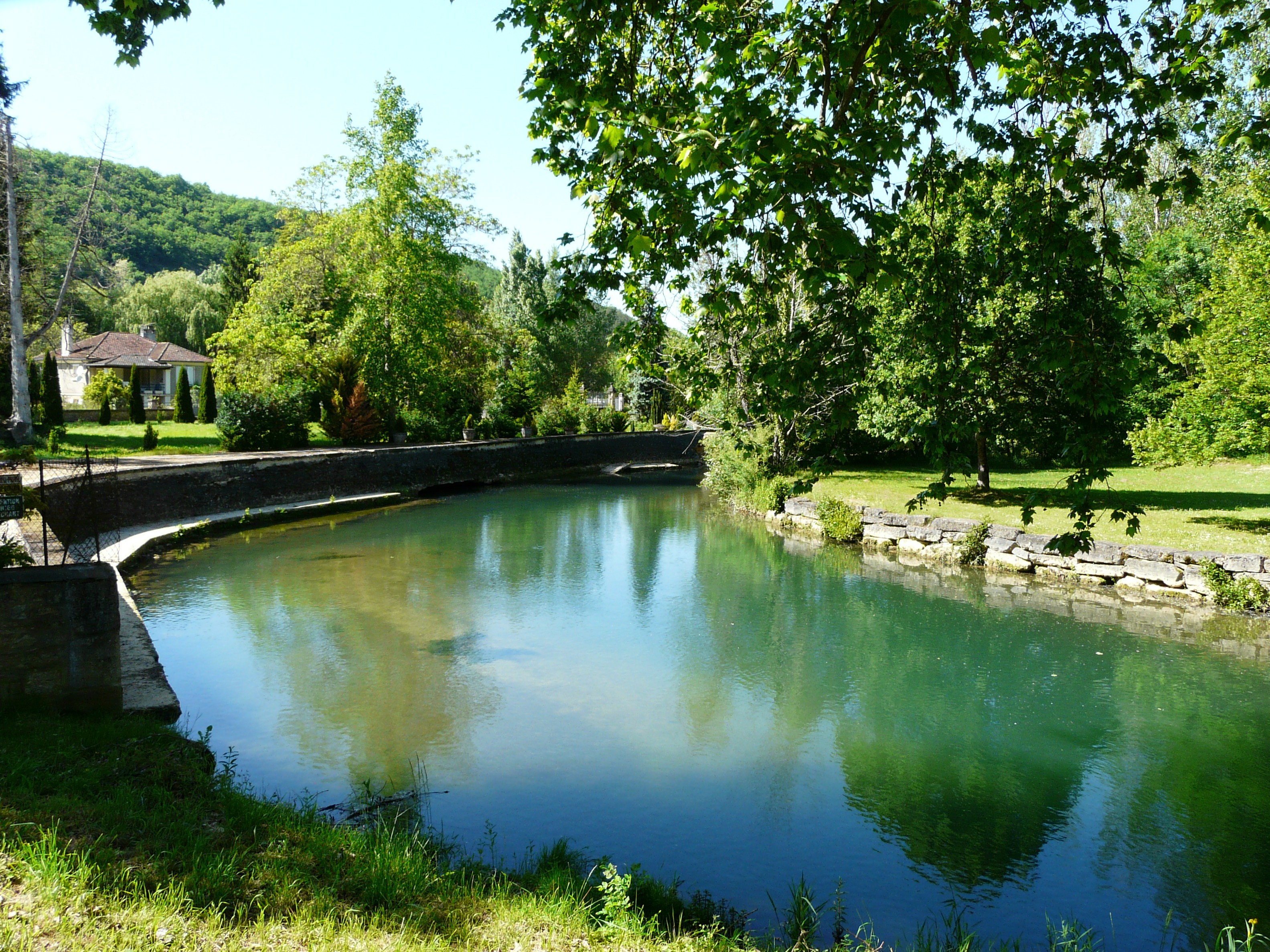
Le Céou au niveau du bourg de Daglan.
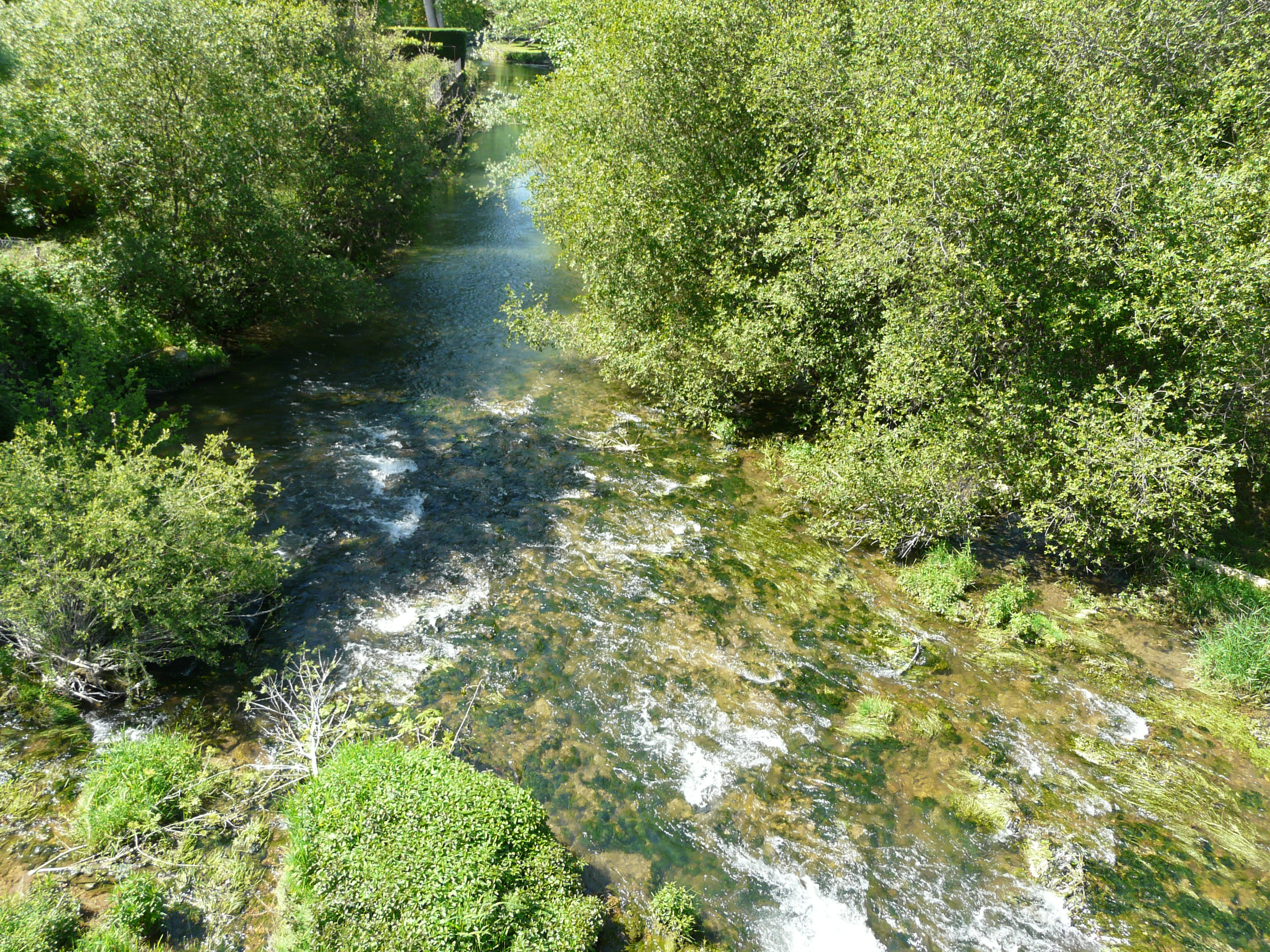
Le Céou au pont de la RD 60.
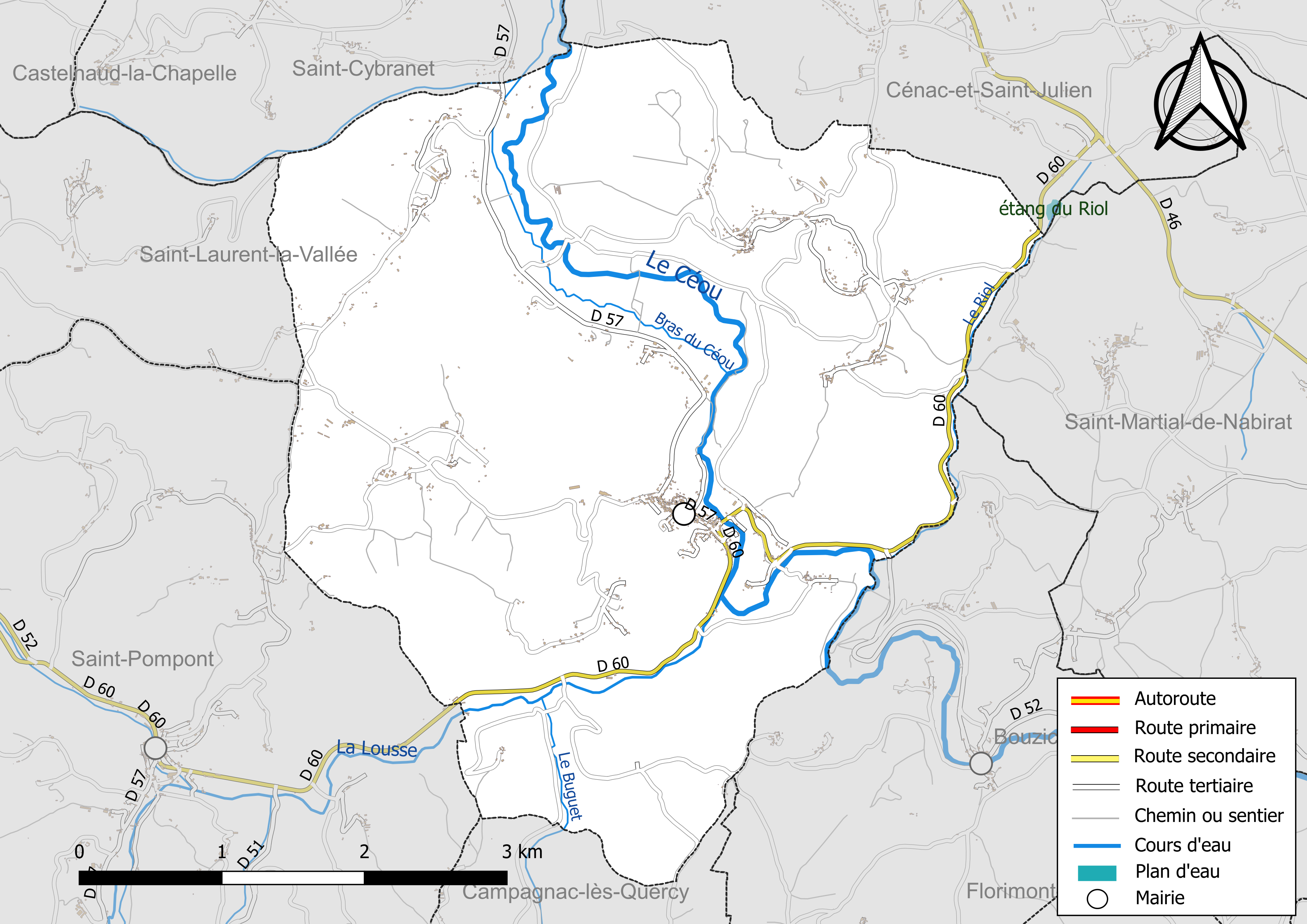
Réseaux hydrographique et routier de Daglan.

#### Gestion et qualité des eaux
Le territoire communal est couvert par le schéma d'aménagement et de gestion des eaux (SAGE) « Dordogne amont ». Ce document de planification, dont le territoire s'étend des sources de la Dordogne jusqu'à la confluence de la Vézère à Limeuil, d'une superficie de 9 700 km2 est en cours d'élaboration. La structure porteuse de l'élaboration et de la mise en œuvre est l'établissement public territorial de bassin de la Dordogne (EPIDOR). Il définit sur son territoire les objectifs généraux d’utilisation, de mise en valeur et de protection quantitative et qualitative des ressources en eau superficielle et souterraine, en respect des objectifs de qualité définis dans le troisième SDAGE  du Bassin Adour-Garonne qui couvre la période 2022-2027, approuvé le 10 mars 2022.
La qualité des eaux de baignade et des cours d’eau peut être consultée sur un site dédié géré par les agences de l’eau et l’Agence française pour la biodiversité.

### Climat
Pour des articles plus généraux, voir Climat de la Nouvelle-Aquitaine et Climat de la Dordogne.
Historiquement, la commune est exposée à un climat océanique aquitain.  
En 2020, Météo-France publie une typologie des climats de la France métropolitaine dans laquelle la commune est exposée à un climat océanique altéré et est dans la région climatique  Aquitaine, Gascogne, caractérisée par une pluviométrie abondante au printemps, modérée en automne, un faible ensoleillement au printemps, un été chaud (19,5 °C), des vents faibles, des brouillards fréquents en automne et en hiver et des orages fréquents en été (15 à 20 jours).
Pour la période 1971-2000, la température annuelle moyenne est de 12,6 °C, avec  une amplitude thermique annuelle de 15,4 °C. Le cumul annuel moyen de précipitations est de 883 mm, avec 11,8 jours de précipitations en janvier et 6,4 jours en juillet. Pour la période 1991-2020, la température moyenne annuelle observée sur la station météorologique la plus proche, située sur la commune de Pays de Belvès à 15 km à vol d'oiseau, est de 13,0 °C et le cumul annuel moyen de précipitations est de 888,2 mm,. Pour l'avenir, les paramètres climatiques de la commune estimés pour 2050 selon différents scénarios d’émission de gaz à effet de serre sont consultables sur un site dédié publié par Météo-France en novembre 2022.

## Urbanisme

### Typologie
Au 1er janvier 2024, Daglan est catégorisée commune rurale à habitat très dispersé, selon la nouvelle grille communale de densité à 7 niveaux définie par l'Insee en 2022.
Elle est située hors unité urbaine. Par ailleurs la commune fait partie de l'aire d'attraction de Sarlat-la-Canéda, dont elle est une commune de la couronne,. Cette aire, qui regroupe 45 communes, est catégorisée dans les aires de moins de 50 000 habitants,.

### Occupation des sols
L'occupation des sols de la commune, telle qu'elle ressort de la base de données européenne d’occupation biophysique des sols Corine Land Cover (CLC), est marquée par l'importance des forêts et milieux semi-naturels (52,6 % en 2018), une proportion sensiblement équivalente à celle de 1990 (52,5 %). La répartition détaillée en 2018 est la suivante : 
forêts (48,2 %), zones agricoles hétérogènes (38,4 %), milieux à végétation arbustive et/ou herbacée (4,4 %), prairies (3,8 %), cultures permanentes (3 %), zones urbanisées (1,8 %), terres arables (0,3 %). L'évolution de l’occupation des sols de la commune et de ses infrastructures peut être observée sur les différentes représentations cartographiques du territoire : la carte de Cassini (XVIIIe siècle), la carte d'état-major (1820-1866) et les cartes ou photos aériennes de l'IGN pour la période actuelle (1950 à aujourd'hui).

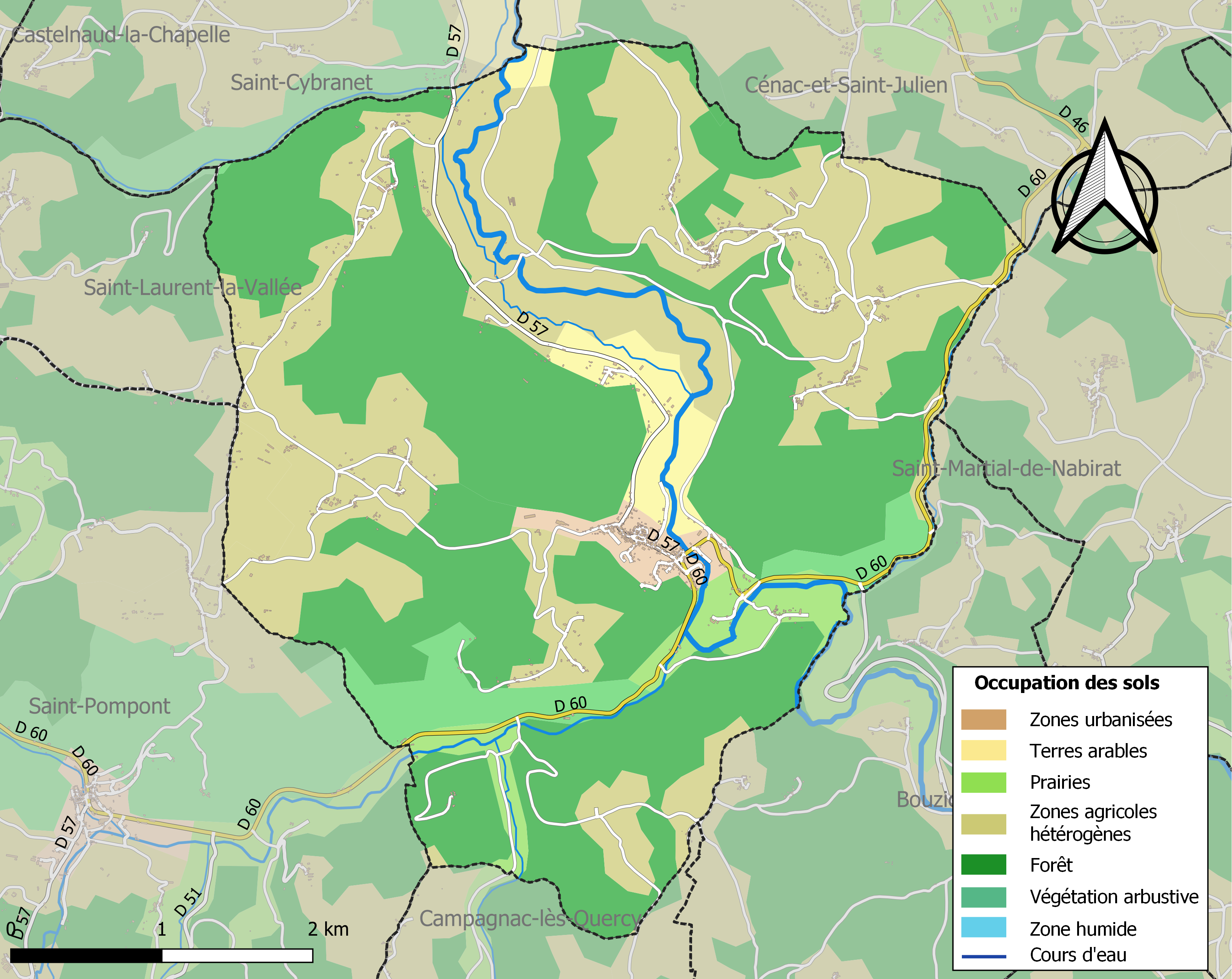
Carte des infrastructures et de l'occupation des sols de la commune en 2018 (CLC).

### Prévention des risques
Le territoire de la commune de Daglan est vulnérable à différents aléas naturels : météorologiques (tempête, orage, neige, grand froid, canicule ou sécheresse), inondations, feux de forêts, mouvements de terrains et séisme (sismicité très faible). Il est également exposé à un risque technologique, la rupture d'un barrage. Un site publié par le BRGM permet d'évaluer simplement et rapidement les risques d'un bien localisé soit par son adresse soit par le numéro de sa parcelle.

#### Risques naturels
Certaines parties du territoire communal sont susceptibles d’être affectées par le risque d’inondation par débordement de cours d'eau, notamment le Céou. La commune a été reconnue en état de catastrophe naturelle au titre des dommages causés par les inondations et coulées de boue survenues en 1982, 1996 et 1999,. Le risque inondation est pris en compte dans l'aménagement du territoire de la commune par le biais du plan de prévention des risques inondation (PPRI) de la « vallée de la Dordogne amont »  approuvé le 15 avril 2011, pour les crues du Céou,.
Daglan est exposée au risque de feu de forêt. L’arrêté préfectoral du 14 mars 2013 fixe les conditions de pratique des incinérations et de brûlage dans un objectif de réduire le risque de départs d’incendie. À ce titre, des périodes sont déterminées : interdiction totale du 15 février au 15 mai et du 15 juin au 15 octobre, utilisation réglementée du 16 mai au 14 juin et du 16 octobre au 14 février. En septembre 2020, un plan inter-départemental de protection des forêts contre les incendies (PidPFCI) a été adopté pour la période 2019-2029,.

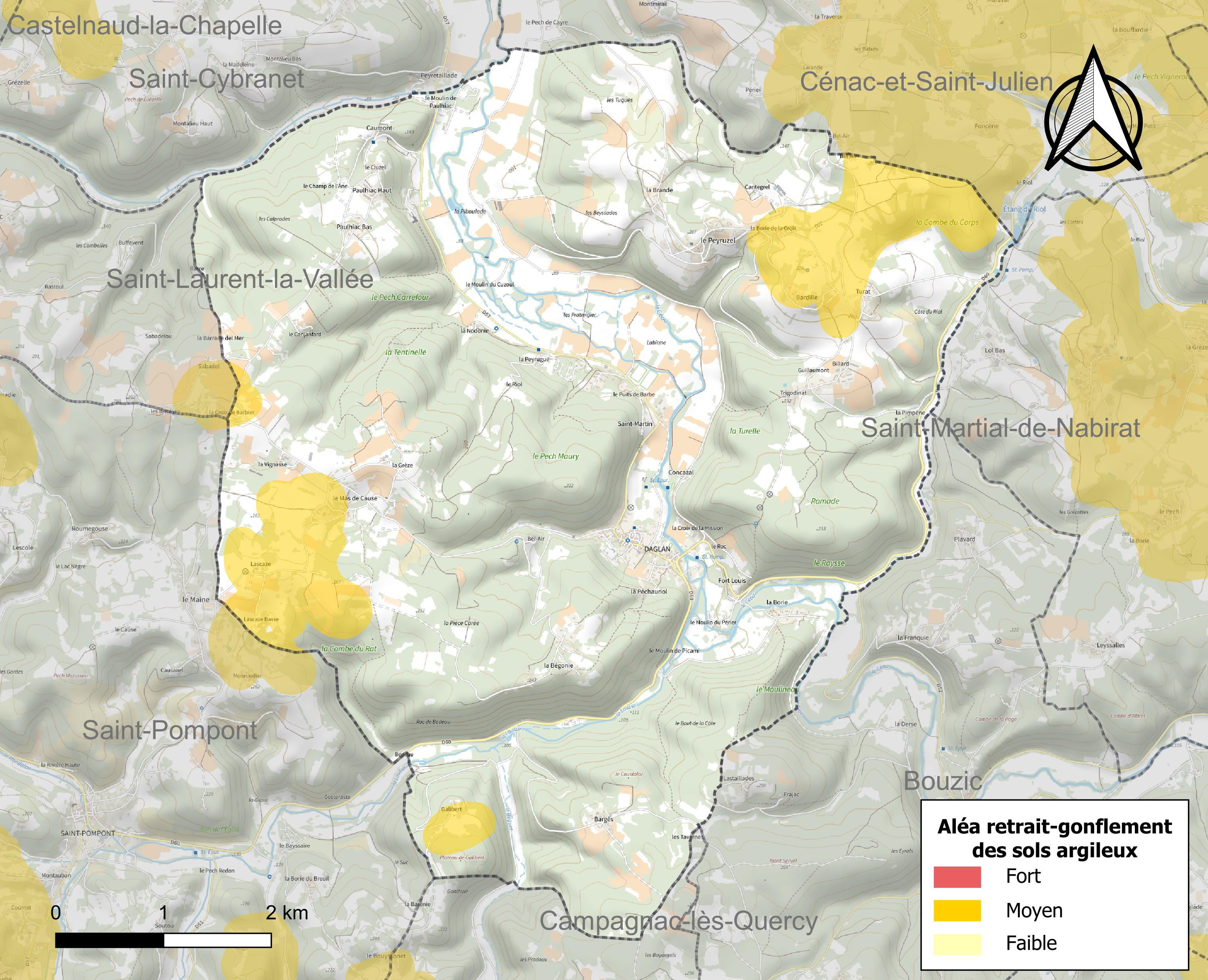
Carte des zones d'aléa retrait-gonflement des sols argileux de Daglan.

Les mouvements de terrains susceptibles de se produire sur la commune sont des tassements différentiels. Le retrait-gonflement des sols argileux est susceptible d'engendrer des dommages importants aux bâtiments en cas d’alternance de périodes de sécheresse et de pluie. 9,2 % de la superficie communale est en aléa moyen ou fort (58,6 % au niveau départemental et 48,5 % au niveau national métropolitain). Depuis le 1er octobre 2020, en application de la loi ÉLAN, différentes contraintes s'imposent aux vendeurs, maîtres d'ouvrages ou constructeurs de biens situés dans une zone classée en aléa moyen ou fort,.
La commune a été reconnue en état de catastrophe naturelle au titre des dommages causés par la sécheresse en 1992 et 2011 et par des mouvements de terrain en 1999.

#### Risque technologique
La commune est en outre située en aval du barrage de Bort-les-Orgues, un ouvrage de classe A situé dans le département de la Corrèze et faisant l'objet d'un PPI depuis 2009. À ce titre elle est susceptible d’être touchée par l’onde de submersion consécutive à la rupture de cet ouvrage.

## Toponymie
En français comme en occitan, le nom de la commune s'écrit de la même manière.
Sur la planète Mars, en mars 2021, l'une des cibles d'analyses poussées effectuées sur un affleurement rocheux par l'astromobile Curiosity de la NASA, est baptisée d'après la commune.

## Politique et administration

### Rattachements administratifs
La commune de Daglan a, dès 1790, été rattachée au canton de Daglan qui dépendait du district de Sarlat jusqu'en 1795, date de suppression des districts. Lorsque ce canton est supprimé par la loi du 8 pluviôse an IX (28 janvier 1801)  portant sur la « réduction du nombre de justices de paix », la commune est rattachée au canton de Domme dépendant de l'arrondissement de Sarlat (devenu l'arrondissement de Sarlat-la-Canéda en 1965).

### Intercommunalité
Fin 1997, Daglan intègre dès sa création la communauté de communes du Canton de Domme. Celle-ci est dissoute au 31 décembre 2013 et remplacée au 1er janvier 2014 par la communauté de communes de Domme-Villefranche du Périgord.

### Administration municipale
La population de la commune étant comprise entre 500 et 1 499 habitants au recensement de 2017, quinze conseillers municipaux ont été élus en 2020,.

### Liste des maires

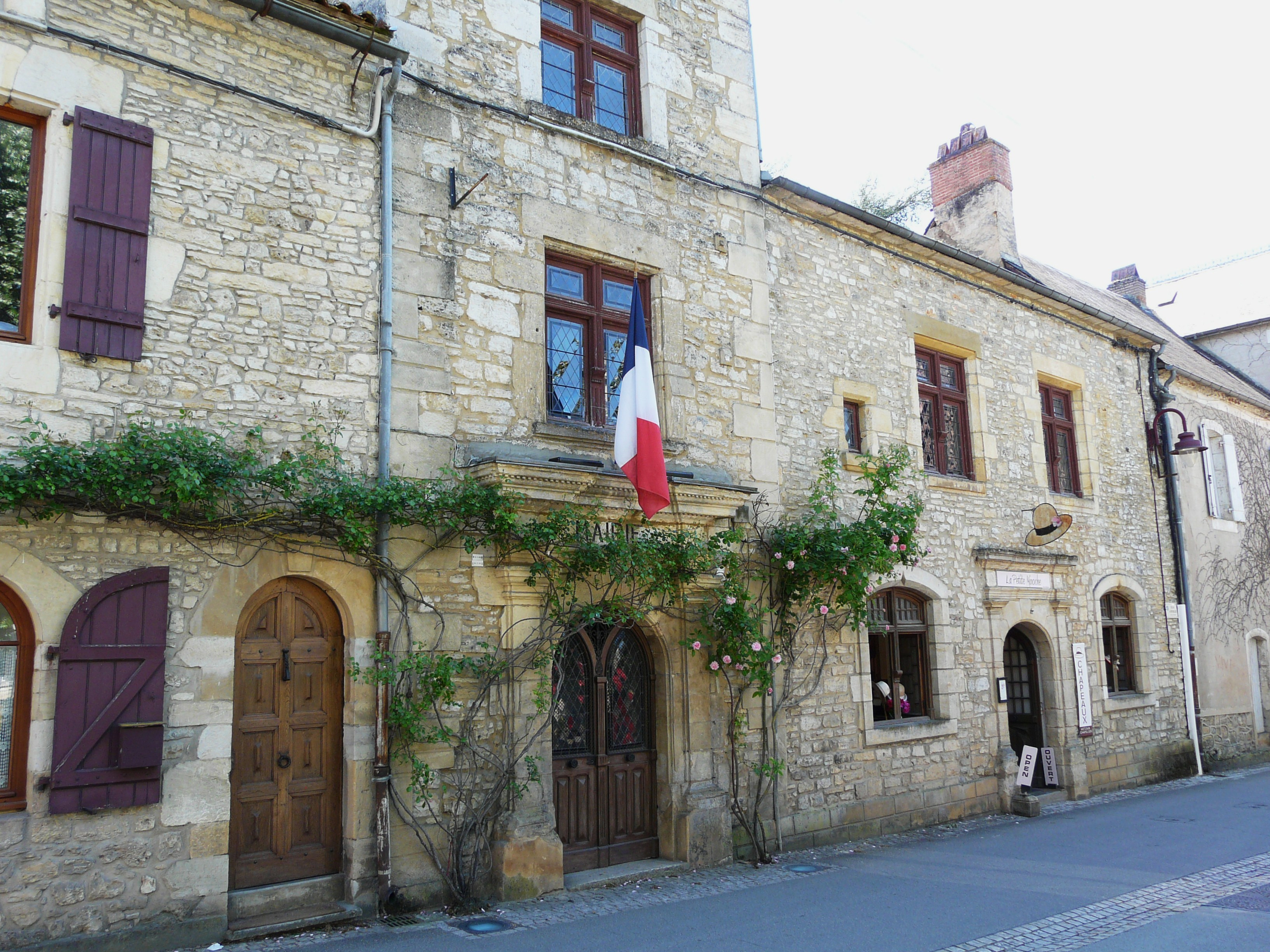
L'ancienne mairie.

| Période                                  | Période      | Identité         | Étiquette | Qualité                          |
| ---------------------------------------- | ------------ | ---------------- | --------- | -------------------------------- |
| Les données manquantes sont à compléter. |              |                  |           |                                  |
|                                          |              |                  |           |                                  |
| 1995                                     | janvier 2010 | Michel Girondier | SE        | Retraité de la fonction publique |
| janvier 2010                             | mars 2014    | Ginette Laudy    |           | Retraitée                        |
| mars 2014 (réélu en mai 2020)            | En cours     | Pascal Dussol    |           | Commerçant, restaurateur         |

### Politique environnementale
Dans son palmarès 2024, le Conseil national de villes et villages fleuris de France a attribué trois fleurs à la commune.

## Équipements et services publics
Début 2022, la 23e édition du label national « Territoires, villes et villages Internet » a distingué la commune de Daglan en lui attribuant trois arobases (sur un maximum de cinq possibles) pour l'ensemble de sa politique sur Internet (site municipal, Wifi gratuit en plusieurs endroits du territoire, implantation de seize panneaux munis de codes QR pour des visites commentées, distribution d'ordinateurs portables dans les classes de l'école, espace jeunes et station météo.

### Justice
Dans le domaine judiciaire, Daglan relève : 
- du tribunal de proximité de Sarlat-la-Canéda ;
- du tribunal judiciaire, du tribunal pour enfants, du conseil de prud'hommes et du tribunal de commerce de Bergerac ;
- du pôle Nationalité du tribunal judiciaire de Périgueux (compétent uniquement dans le domaine de la nationalité) ;
- de la cour d'appel et de la  cour administrative d'appel de Bordeaux.

## Population et société

### Démographie
Les habitants de Daglan sont les Daglanais et Daglanaises.
L'évolution du nombre d'habitants est connue à travers les recensements de la population effectués dans la commune depuis 1793. Pour les communes de moins de 10 000 habitants, une enquête de recensement portant sur toute la population est réalisée tous les cinq ans, les populations de référence des années intermédiaires étant quant à elles estimées par interpolation ou extrapolation. Pour la commune, le premier recensement exhaustif entrant dans le cadre du nouveau dispositif a été réalisé en 2007.

En 2022, la commune comptait 556 habitants, en évolution de +1,28 % par rapport à 2016 (Dordogne : +0,37 %, France hors Mayotte : +2,11 %).
| 1793  | 1800  | 1806  | 1821  | 1831  | 1836  | 1841  | 1846  | 1851  |
| ----- | ----- | ----- | ----- | ----- | ----- | ----- | ----- | ----- |
| 1 270 | 1 776 | 1 287 | 1 452 | 1 355 | 1 508 | 1 536 | 1 568 | 1 527 |

| 1856  | 1861  | 1866  | 1872  | 1876  | 1881  | 1886  | 1891  | 1896  |
| ----- | ----- | ----- | ----- | ----- | ----- | ----- | ----- | ----- |
| 1 575 | 1 458 | 1 510 | 1 573 | 1 615 | 1 534 | 1 527 | 1 557 | 1 543 |

| 1901  | 1906  | 1911  | 1921  | 1926 | 1931 | 1936 | 1946 | 1954 |
| ----- | ----- | ----- | ----- | ---- | ---- | ---- | ---- | ---- |
| 1 526 | 1 324 | 1 518 | 1 038 | 947  | 903  | 892  | 706  | 643  |

| 1962 | 1968 | 1975 | 1982 | 1990 | 1999 | 2006 | 2007 | 2012 |
| ---- | ---- | ---- | ---- | ---- | ---- | ---- | ---- | ---- |
| 591  | 611  | 627  | 608  | 477  | 535  | 540  | 541  | 558  |

| 2017 | 2022 | - | - | - | - | - | - | - |
| ---- | ---- | - | - | - | - | - | - | - |
| 538  | 556  | - | - | - | - | - | - | - |

### Sports
Le Rugby club Daglan (RCD), qui évolue en 2018 en ligue de Nouvelle-Aquitaine, a été créé en 1919.

### Manifestations culturelles et festivités
- Fête du Printemps le 3e dimanche de mars.
- Salon de la Gastronomie le 1er dimanche d'août.
- Fête de la Saint-Louis à la fin du mois d'août (concerts, bandas, défilé de chars).

## Économie

### Emploi
En 2015, parmi la population communale comprise entre 15 et 64 ans, les actifs représentent 209 personnes, soit 37,3 % de la population municipale. Le nombre de chômeurs (trente-trois) a fortement augmenté par rapport à 2010 (treize) et le taux de chômage de cette population active s'établit à 15,9 %.

### Établissements
Au 31 décembre 2015, la commune compte 81 établissements, dont quarante-deux au niveau des commerces, transports ou services, quinze dans la construction, onze dans l'agriculture, la sylviculture ou la pêche, huit relatifs au secteur administratif, à l'enseignement, à la santé ou à l'action sociale, et cinq dans l'industrie.

## Culture locale et patrimoine

### Lieux et monuments

#### Patrimoine civil
- Château du Peyruzel (ou du Peyrusel, ou de Peyruzel), XIIIe et XVIe siècles[62], inscrit au titre des monuments historiques[63].
- Cabanes en pierre sèche, notamment à Bargès, la Bégonie, Mariot, aux Tavernes, à la Combe du Rat (trois cabanes communicantes, dont une triangulaire et deux circulaires, inscrites au titre des monuments historiques en 1991[64]), et au Mazut (cabane rectangulaire inscrite au titre des monuments historiques en 1991[65]). Un circuit de découverte de ces édifices est proposé par la Maison de la pierre sèche.
- Nombreux sites de baignades dans la rivière le Céou (la Digue, la Mirandole et le Cuzoul).
- Descente ludique du Céou (nombreuses cascades classe II à III) en kayak ou canoë jusqu'à la Dordogne (période idéale en février-mars).
- Site d'escalade à proximité avec le rocher du comte dans la vallée du Céou après Saint-Cybranet (nombreuses voies de tous niveaux).

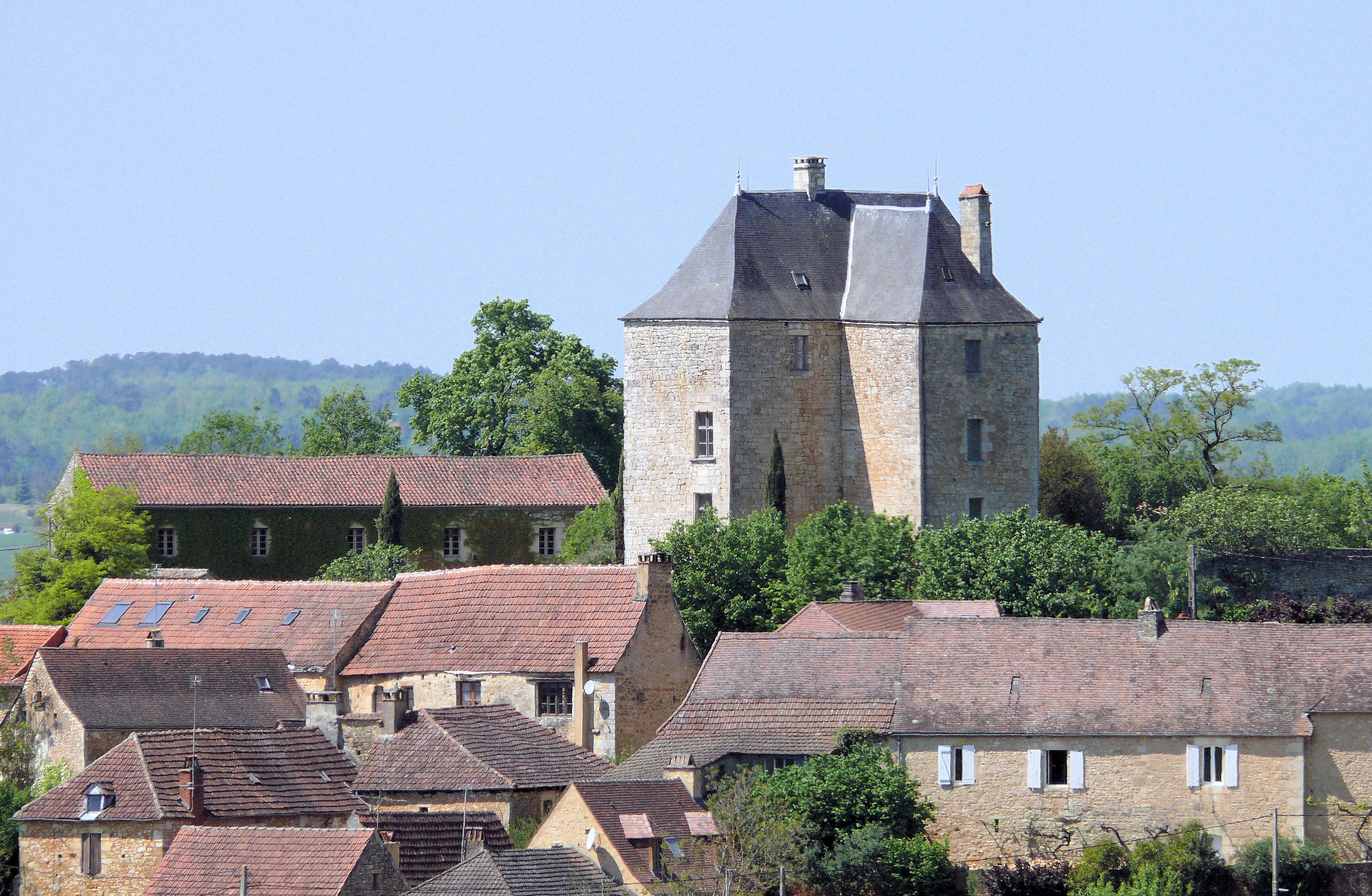
Le château du Peyruzel.
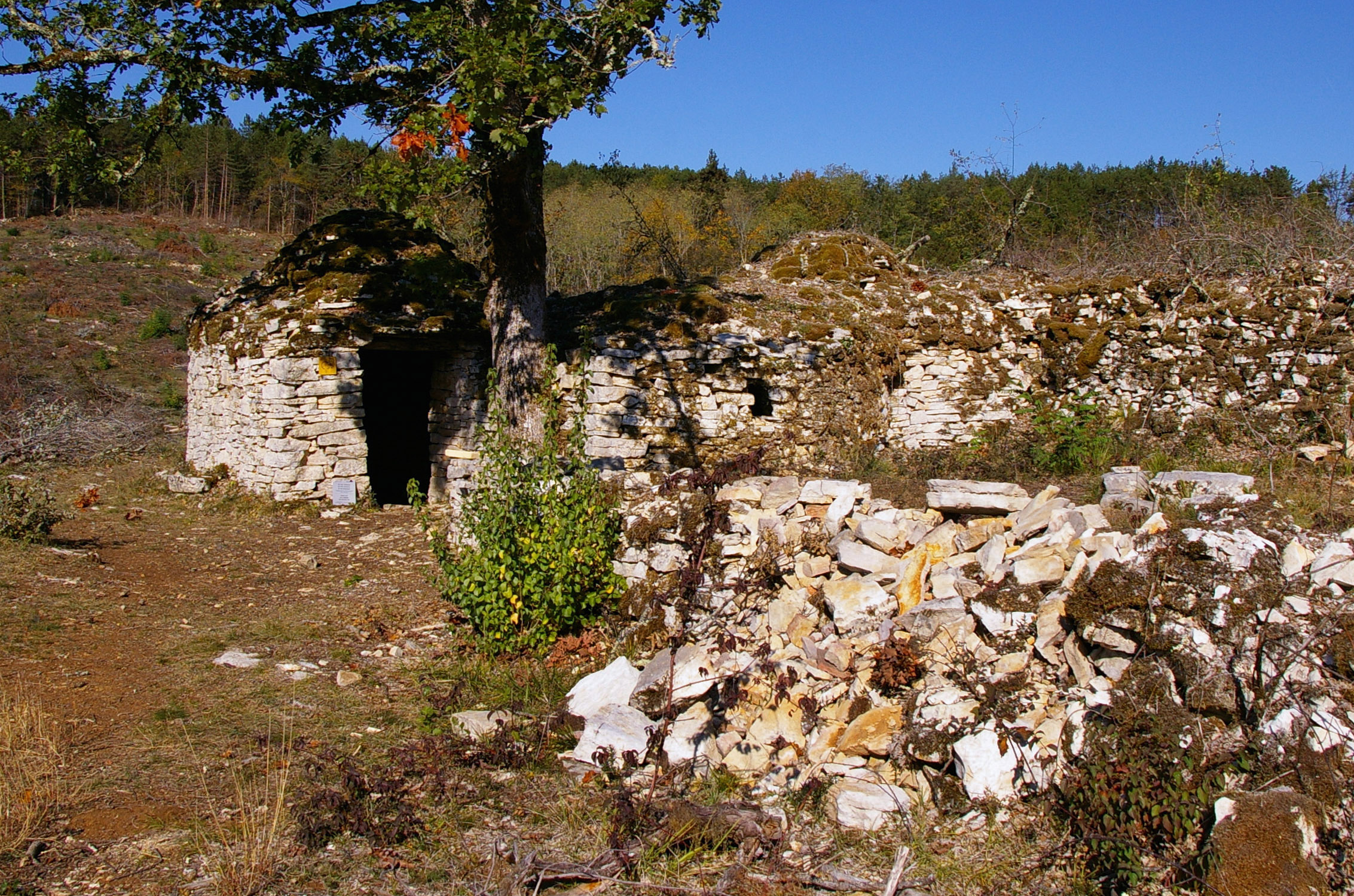
Les cabanes de la Combe du Rat.
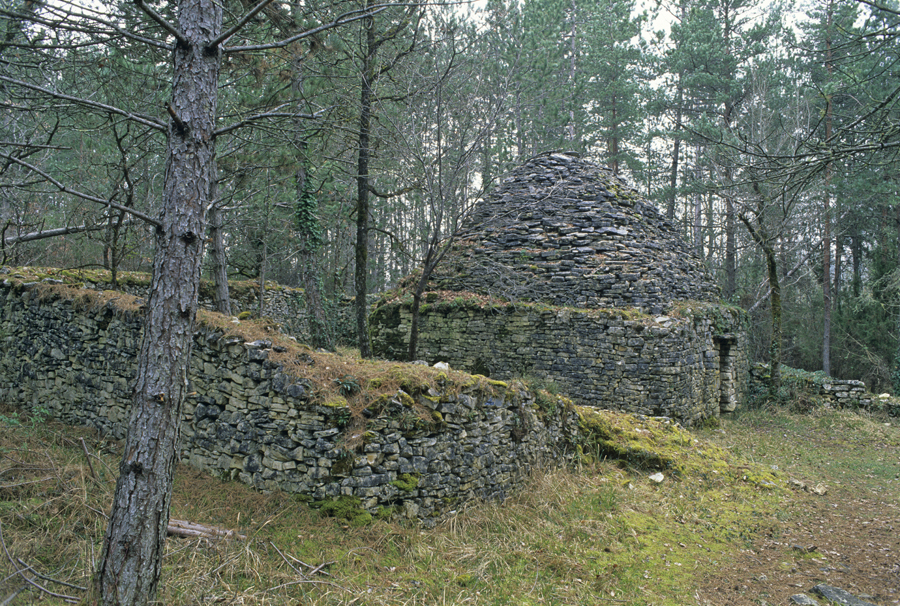
La cabane du Mazut.
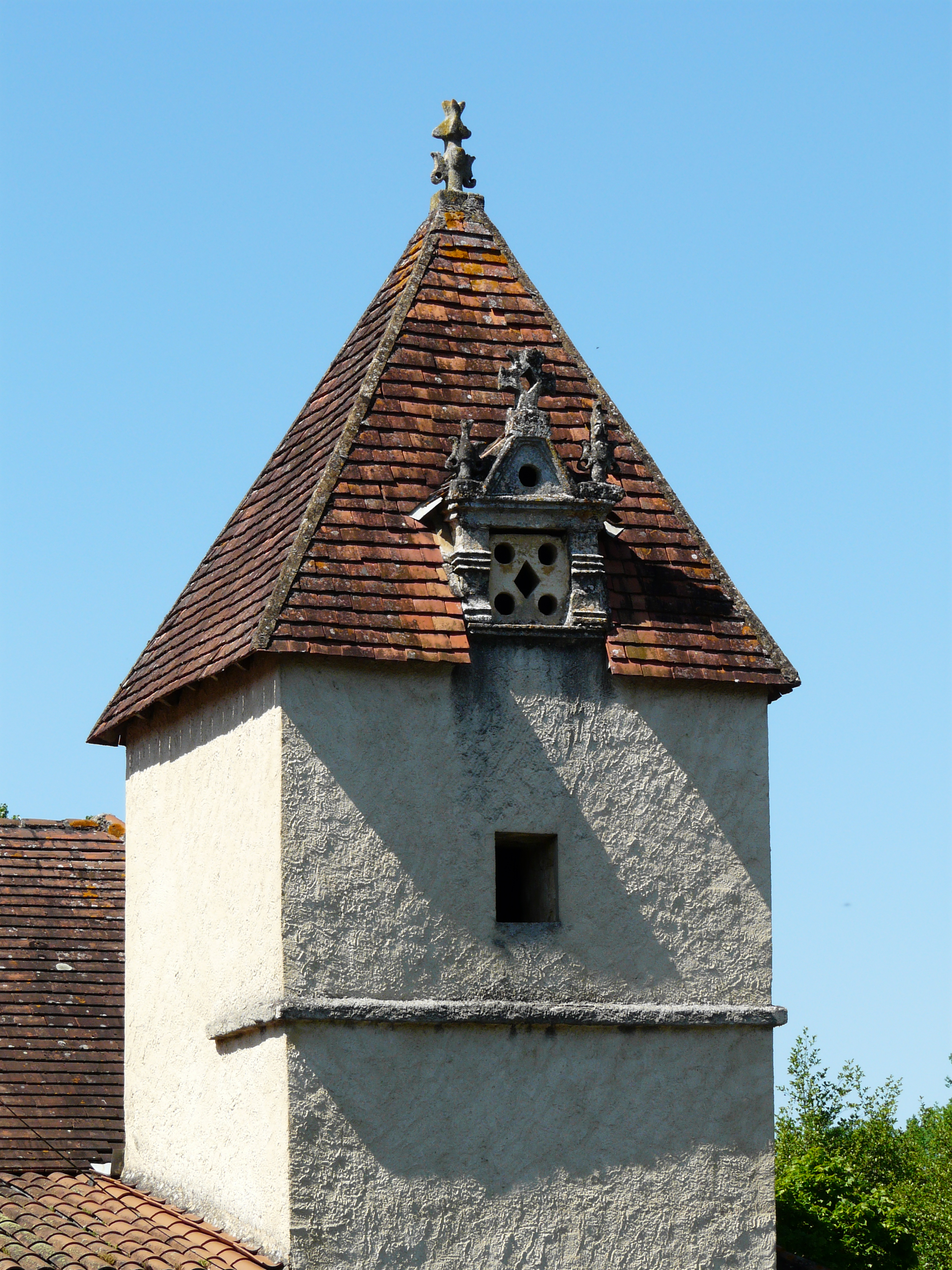
Pigeonnier dans le bourg de Daglan.

#### Patrimoine religieux
- Église Saint-Martin avec portail du XIIIe siècle[66],[67].
- Chapelle Notre-Dame de Bedeau des XIIIe et XVIIe siècles[66]. Située entre Daglan et Saint-Pompon, elle faisait l'objet d'un pèlerinage, particulièrement le 8 septembre, pour favoriser les récoltes par la tombée de la pluie, ou pour remédier aux infirmités[67].

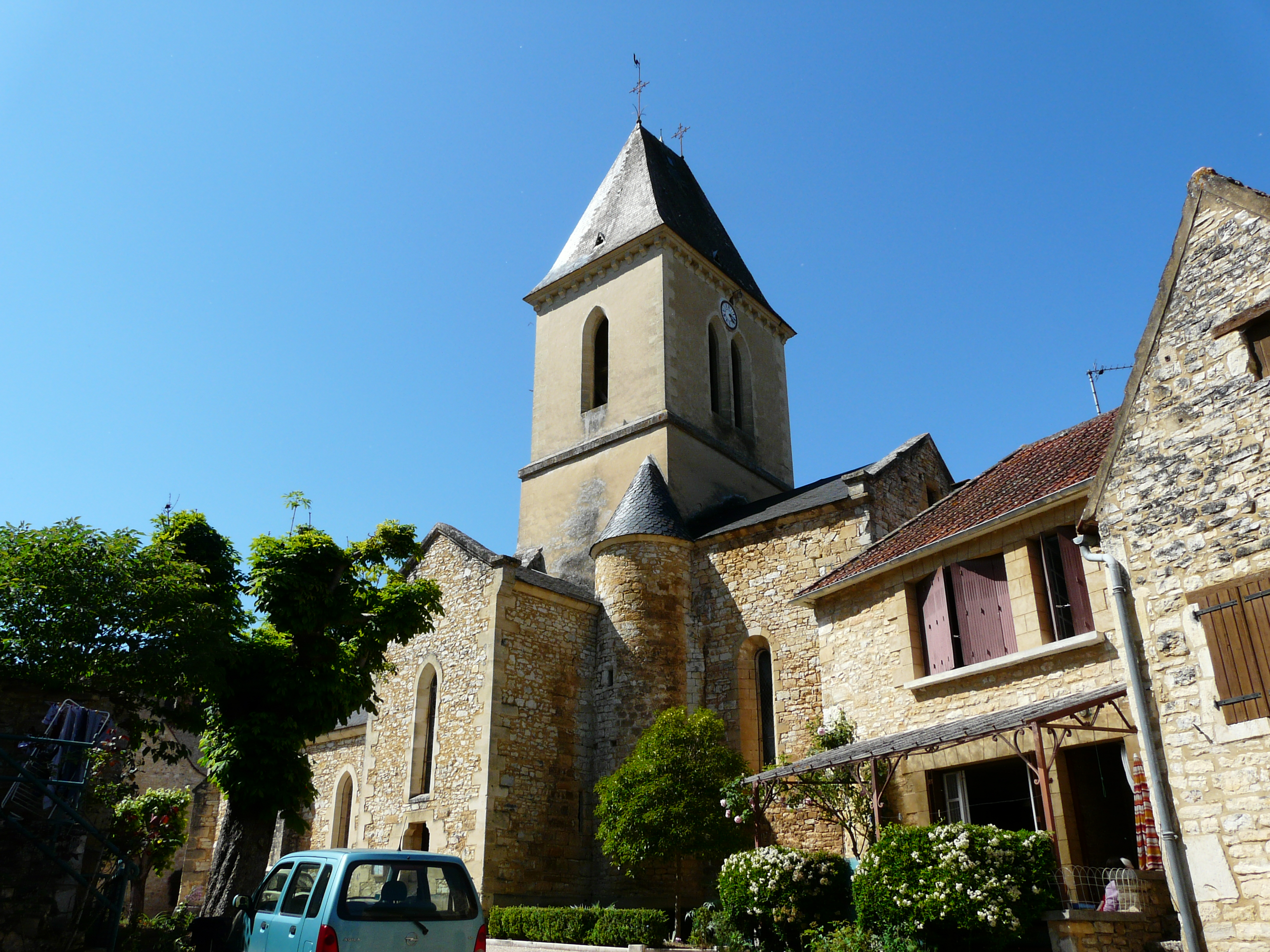
L'église Saint-Martin.
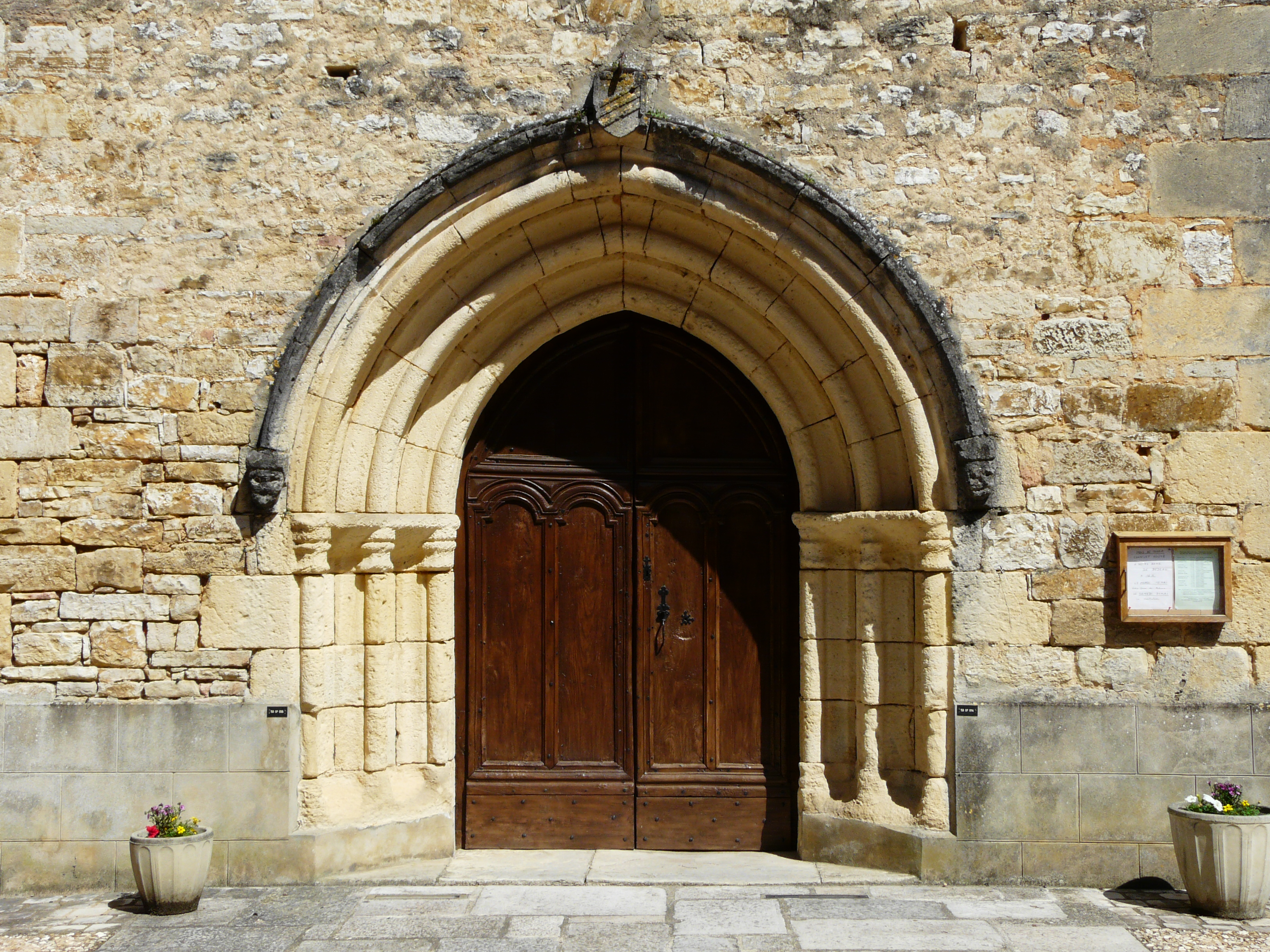
Son portail.
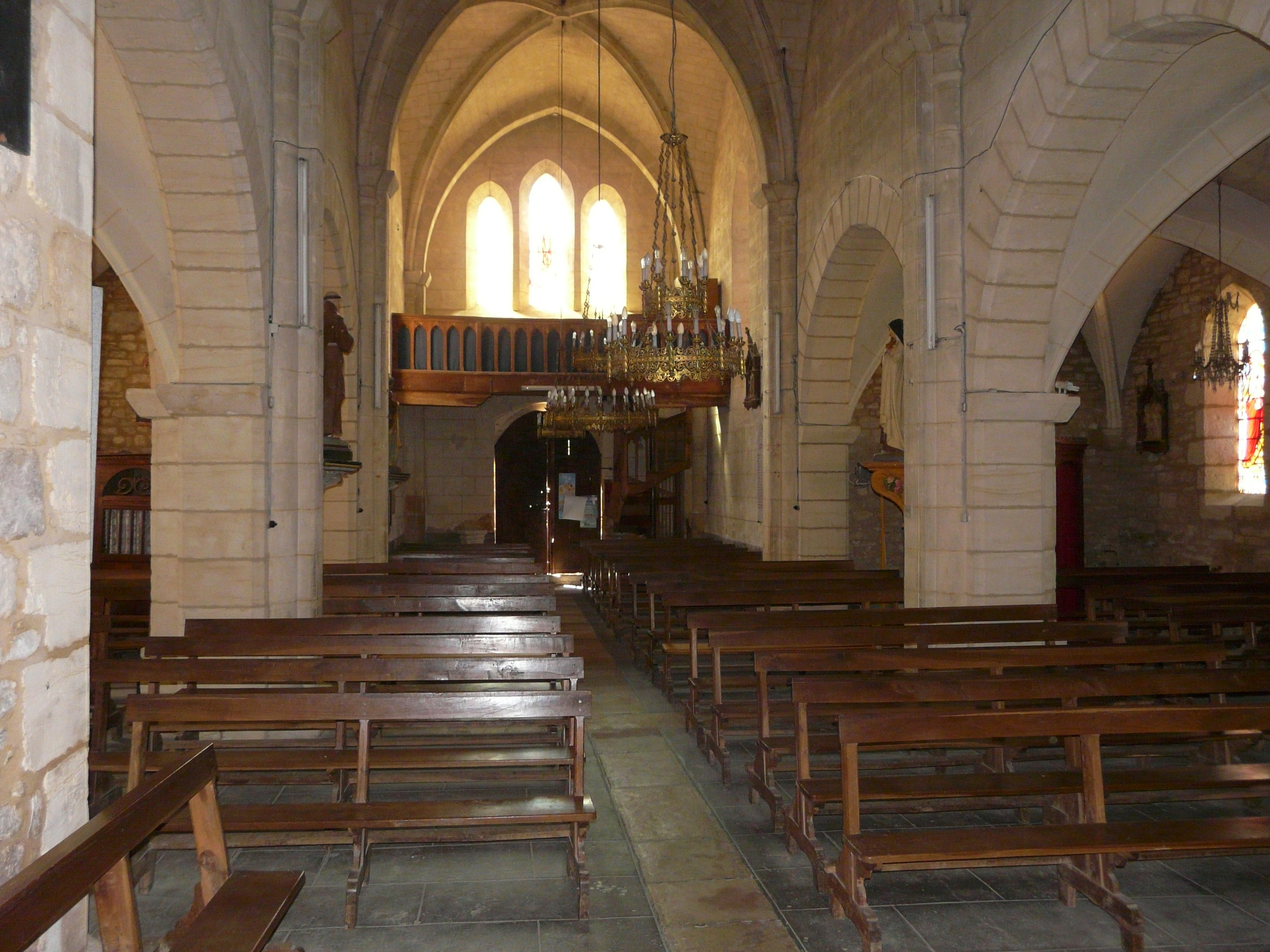
Sa nef.

### Personnalités liées à la commune

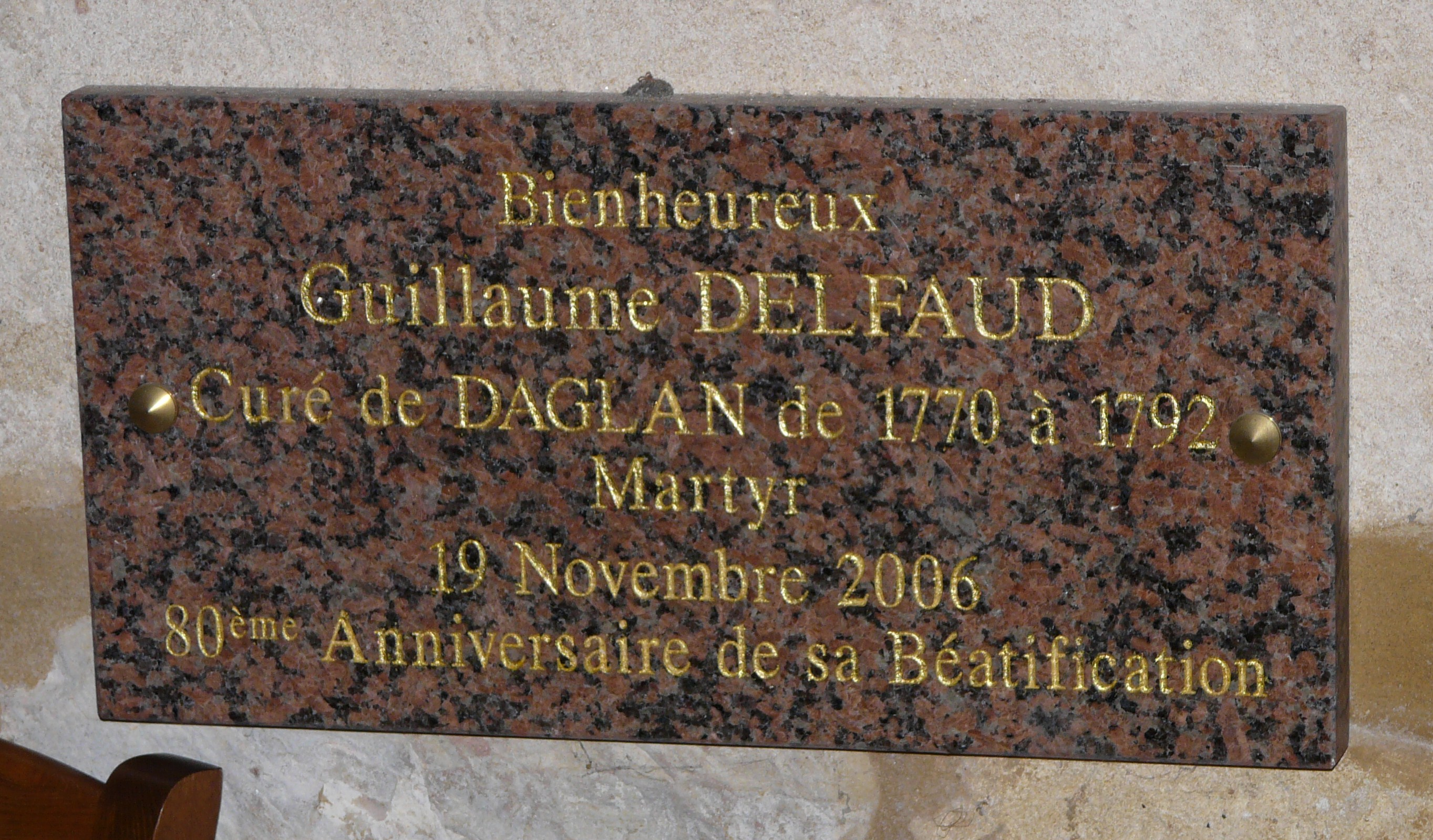
Plaque à la mémoire de Guillaume Delfaud, dans l'église.

- Guillaume-Antoine Delfaud ou Guillaume Delfaud (1733-1792), né à l'Étang-de-Lol à Daglan, était un religieux jésuite et homme politique français. Élu député du clergé aux États généraux en 1789, il vota contre les privilèges et s’opposa à la constitution civile du clergé. Dénoncé, il fut exécuté à la prison des Carmes avec 115 autres religieux lors des massacres de septembre 1792.
- Germinal Peiro, né en 1953, est un homme politique français, député de la Dordogne. Il fut instituteur à l'école maternelle de Daglan. On lui doit la loi Peiro, votée en 1998, qui instaure la retraite complémentaire obligatoire pour les agriculteurs.
- Jacques Coudon, conteur et écrivain occitan.

### Héraldique
| Blason de Daglan | Blason  | D’azur à la tierce en barre d'or accompagnée, en chef, de trois glands du même et en pointe, d'une grappe de raisin aussi d'or tigée et feuillée d'argent |
| Blason de Daglan | Détails | Le statut officiel du blason reste à déterminer. |

## Pour approfondir